# Edvard Westermarck

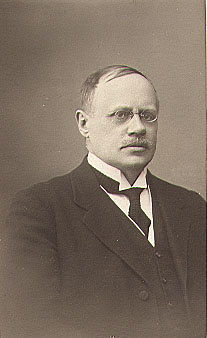
Edvard Westermarck (unbekannter Fotograf, vor 1920)

Edvard Alexander Westermarck (* 20. November 1862 in Helsinki; † 3. September 1939 in Tenala; Schreibweisen auch: Edward, Eduard) war ein finnischer Philosoph, Soziologe und Ethnologe. Er gilt als Begründer der finnischen Soziologie und hatte bedeutenden Einfluss auf die späteren Soziologen seines Landes. The Westermarck Society, die wissenschaftliche Gesellschaft für Soziologie in Finnland, ist nach ihm benannt.

## Leben
Westermarck lehrte an der London School of Economics sowie in Helsinki. Zu seinen Schülern zählen Gunnar Landtman und Rafael Karsten.
Seine Schwester war die Künstlerin Helena Westermarck.

## Westermarck-Effekt
Nach ihm ist der Westermarck-Effekt benannt. Dieser besagt, dass zwei Menschen, unabhängig davon, ob sie miteinander verwandt sind oder nicht, sich später als nicht sexuell anziehend empfinden, wenn sie längere Zeit in großer Nähe zueinander aufgewachsen sind. Der evolutionäre Sinn des Effekts läge darin, Inzucht zwischen Geschwistern – die häufig einen großen Teil der Kindheit miteinander verbringen – zu vermeiden. Die Exogamie biete einen biologischen Selektionsvorteil, es handle sich um kein kulturelles Phänomen.

## Veröffentlichungen (Auswahl)
Finnisch:
- Siveys ja kristinusko: Esitelmä. Ylioppilasyhdistys Prometheus, Helsinki 1907.
- Avioliiton historia. WSOY, Porvoo 1932.
- Moraalin synty ja kehitys. WSOY, Porvoo 1933.
- Kristinusko ja moraali. Otava, Helsinki 1984.
- Tapojen historiaa: Kuusi akadeemista esitelmää. Pitänyt Turussa syksyllä 1911 Edward Westermarck. 2. Auflage. Helsinki 1991.

Schwedisch:
- Minnen ur mitt liv. Stockholm 1927.
- Freuds teori om Oedipuskomplexen i sociologisk belysning. In: Vetenskap och bildning. Band 45, Stockholm 1934.

Deutsch:
- Ursprung und Entwickelung der Moralbegriffe. 2 Bände. Aus dem Finnischen von Leopold Katscher. Leipzig 1907 und 1909.

Westermarck schrieb für die Zeitschrift Die Neue Generation, die von der Sexualreformerin Helene Stöcker herausgegeben wurde.
- Geschichte der menschlichen Ehe. Jena 1893.

Englisch:
- The Belief in Spirits in Morocco. Abo Akademi/The Finnish Literary Society, Abo/Helsingfors 1920 (Acta Academiae Aboensis; Humaniora I, 1).
- The History of Human Marriage. 2 Bände. Macmillan, London 1925 (1891).
- Ritual and Belief in Morocco. 2 Bände. Macmillan, London 1926.
- The Goodness of Gods. Watts, London 1926 (The Forum Series).
- Memories of My Life. MaCauley, New York 1929 (Übersetzung der schwedischen Ausgabe von 1927).
- Wit and Wisdom in Morocco. 1931. Digitalisat
- Ethical Relativity. London 1932 (International Library of Psychology, Philosophy and Scientific Method).
- Three Essays on Sex and Marriage. Macmillan, London 1934.
- The future of marriage in western civilisation. Macmillan, London 1937.

Französisch:
- L'origine et le développement des idées morales. 2 Bände. Aus dem Finnischen von Robert Godet. Payot, 1928–1929. Englisch: The origin and development of the moral ideas (1906)
- Survivances païennes dans la civilisation mahométane. Aus dem Finnischen von Robert Godet. Payot, Paris 1935 (Bibliotheque Historique).